# Louise de Colignyplein
Het Louise de Colignyplein was een plein in de wijk Bezuidenhout in Den Haag. Het plein werd in 1898 aangelegd. In 1945 werd het plein verwoest bij het Bombardement op het Bezuidenhout en niet meer opnieuw aangelegd.
Het plein was genoemd naar Louise de Coligny, de laatste echtgenote van Willem de Zwijger. Op het plein kwamen de Louise de Colignystraat en de 2de Louise de Colignystraat uit, en de Koningin Mariestraat en de Koningin Sophiestraat. Het plein kruiste bovendien de Amalia van Solmsstraat. Het was ongeveer waar nu de speeltuin is aan de Prinses Marijkestraat. In 1903 werd de Wilhelminakerk aan de zuidkant van het plein ingewijd door Ds F.van Gheel Gildemeester.

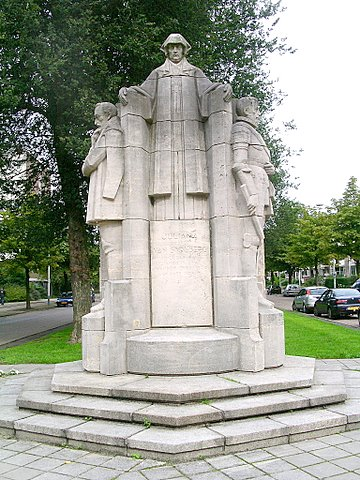
Standbeeld van Juliana van Stolberg en haar vijf zoons, oorspronkelijk op het Louise de Colignyplein

In het midden van het plein lag een plantsoen, waar in 1930 het standbeeld van Juliana van Stolberg en haar vijf zoons werd onthuld door prinses Juliana. Op 3 maart 1945 werd het Bezuidenhout gebombardeerd. Het plein werd verwoest maar het standbeeld raakte nauwelijks beschadigd. Het plein werd niet herbouwd, en in 1954 werd het standbeeld verplaatst naar een nieuwe locatie op de Koningin Marialaan, ter hoogte van de Juliana van Stolberglaan.

## Tramverkeer
Op het plein kwam op 15 juni 1905 de eerste tramlijn langs. In de loop der jaren hebben de lijnen 4, 7, 13 en 15 hier gelopen. Na het bombardement hebben hier geen trams meer gereden. 